# Artem (prénom)
Pour les articles homonymes, voir Artem (homonymie).
Cette page présente le prénom Artem ainsi que ses variantes.

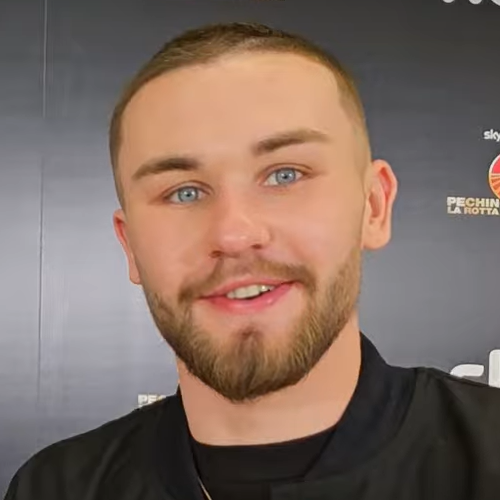
L'acteur italien Artem interviewé par Funweek.it.

Artem est un prénom masculin fréquent dans certaines langues slaves (ukrainien, biélorusse et russe) mais aussi en arménien.

## Langues concernées

### Langues slaves
En ukrainien, où il est très répandu, il s'écrit Артем (Artem) et se prononce /ɐrˈtɛm/. C'est actuellement un des noms les plus donnés aux enfants en Ukraine. 
De nombreux russophones, appelés Artiom, sont aussi connus, en français, sous le nom d'Artem. En russe, Artiom est orthographié en utilisant la lettre   ‹ ё › , indiquant la suite /jo/. Cependant, il est couramment romanisé par la lettre ‹ e ›.

### Arménien
Artem et aussi souvent utilisé comme prénom en arménien, avec les variantes Artim ou encore Ardem en arménien occidental.

## Personnalités connues
Voici quelques personnalités portant le prénom Artem.

### Arméniens
- Artem Dalakian, boxeur arméno-ukrainien.
- Artem Harutiunian, boxeur arméno-allemand.
- Artem Mikoïan, concepteur d'avion arméno-soviétique.
- Artem Simonian, footballeur arménien.
- Artem Teryan, lutteur arméno-soviétique.

### Biélorusses
- Artem Soroko, footballeur biélorusse.

### Russes
- Artem Markelov, pilote automobile russe.
- Artem Novikov, homme d'état kirghize d'origine russe.
- Artem Oganov, géologue et chimiste russe.

- Artem Sitak, tennisman russo-néo-zélandais.

- Artem Zanin, escrimeur russe.

### Ukrainiens
- Artem Chapeye, écrivain ukrainien.
- Artem Chigvintsev, danseur professionnel russo-américain.
- Artem Datsychyne, danseur de ballet ukrainien.
- Artem Dolgopyat, gymnaste israélo-ukrainien.
- Artem Dovbyk, footballeur ukrainien.
- Artem Pivovarov, chanteur ukrainien.
- Artem Tkachuk, acteur ukraino-italien.
- Artem Yasynskyy, musicien ukrainien.